# John Huston (golfer)
Johnny Ray (John) Huston (Mount Vernon, 1 juni 1961) is een Amerikaans golfer die sinds 2011 actief is op de Champions Tour. Hij was ook actief op de Amerikaanse PGA Tour, van 1988 tot 2010.

## Loopbaan
In 1983 werd Huston een golfprofessional en in 1987 won hij de PGA Tour Qualifying Tournament voor een speelkaart op de PGA Tour in 1988. In 1988 debuteerde hij op de PGA Tour. In maart 1990 behaalde hij zijn eerste profzege op de Amerikaanse PGA Tour door de Honda Classic te winnen. Hij bleef tot 2010 golfen op de PGA Tour en behaalde daar nog zes zeges en zijn laatste zege was de Southern Farm Bureau Classic in oktober 2003.
In 2011 debuteerde Huston op de Champions Tour en hij behaalde in zijn eerste seizoen een overwinning door het Dick's Sporting Goods Open te winnen.

## Prestaties

### Professional
Amerikaanse PGA Tour
| Nr. | Datum            | Toernooi                                | Score           | Score | Info |
| --- | ---------------- | --------------------------------------- | --------------- | ----- | ---- |
| 1   | 11 maart 1990    | Honda Classic                           | 68-73-70-71=282 | –6    |      |
| 2   | 18 oktober 1992  | Walt Disney World/Oldsmobile Classic    | 66-68-66-62=262 | –26   |      |
| 3   | 6 maart 1994     | Doral-Ryder Open                        | 70-68-70-66=274 | –14   |      |
| 4   | 15 februari 1998 | United Airlines Hawaiian Open           | 63-65-66-66=260 | –20   |      |
| 5   | 25 oktober 1998  | National Car Rental Golf Classic Disney | 67-70-69-66=272 | –16   |      |
| 6   | 22 oktober 2000  | Tampa Bay Classic                       | 66-73-67-65=271 | –13   |      |
| 7   | 5 oktober 2003   | Southern Farm Bureau Classic            | 66-66-68-68=268 | –20   |      |

Champions Tour
| Nr. | Datum        | Toernooi                   | Score        | Score | Info |
| --- | ------------ | -------------------------- | ------------ | ----- | ---- |
| 7   | 26 juli 2011 | Dick's Sporting Goods Open | 65-70-65=200 | –16   |      |

Overige
- 1985: Florida Open
- 1987: PGA Tour Qualifying Tournament
- 1988: JCPenney Classic (met Amy Benz)
- 2005: Franklin Templeton Shootout (met Kenny Perry)